# Honorówka (rejon jampolski)
Honorówka (ukr. Гонорівка) – wieś na Ukrainie w rejonie jampolskim, obwodu winnickiego.

## Pałac
W Honorówce znajdował się parterowy pałac wybudowany w 1850 r. w stylu willi włoskiej lub francuskiej przez Stanisława Koszarskiego oraz park krajobrazowy o powierzchni 20 ha zaprojektowany przez francuskiego architekta krajobrazu, Édouarda André.